# Fleur de Lys
Fleur de Lys är en ort i Kanada.   Den ligger i provinsen Newfoundland och Labrador, i den östra delen av landet, 1 500 km öster om huvudstaden Ottawa. Fleur de Lys ligger 1 meter över havet och antalet invånare är 265.
Terrängen runt Fleur de Lys är platt åt nordväst, men åt sydost är den kuperad. Havet är nära Fleur de Lys åt nordost. Trakten är glest befolkad. Närmaste större samhälle är Ming's Bight, 16,0 km söder om Fleur de Lys. 